# 金线碘泡虫
金线碘泡虫（学名：Myxobolus sinocyclochilusi）为碘泡科碘泡虫属的动物。在中国，分布于云南等，营寄生生活，寄生在抚仙金线鲃的鳃和肾。